# The Fight: Lights Out
The Fight: Lights Out é um jogo de luta de rua que utiliza a tecnologia de captação de movimento do PlayStation 3: o PlayStation Move.
Com o acessório, o jogador assume o papel de um combatente e deve servir-se de socos, cotoveladas e cabeçadas para nocautear os oponentes e vencer as lutas a qualquer custo — afinal, elas podem valer dinheiro.
O game é bastante estilizado, com um visual em preto e branco que possui apenas o vermelho como cor destoante — para o sangue, obviamente, assim como no filme Sin City. Sangue que, inclusive, aparecerá com frequência: conforme um lutador vai apanhando, seu rosto ganha machucados, hematomas e é bem possível que o característico fluido vermelho comece a escorrer.
Embora não absorva os movimentos do jogador em um sistema um para um — ou seja, que captura absolutamente tudo exatamente como é executado — o jogo possui um sistema bastante preciso de execução dos golpes. Ainda assim, é bastante cadenciado, sendo bem diferente do modo frenético de outros títulos do tipo.